# Levantamento de peso nos Jogos Pan-Americanos de 2015 - Até 48 kg feminino
A categoria até 48 kg feminino do levantamento de peso nos Jogos Pan-Americanos de 2015 foi disputada em 11 de julho  no Centro Esportivo Oshawa, em Oshawa. 

## Calendário
Horário local (UTC-4).
| Data        | Horário | Fase  |
| ----------- | ------- | ----- |
| 11 de julho | 16:30   | Final |

## Medalhistas
| Ouro   | DOM Cándida Vásquez |
| Prata  | COL Ana Segura      |
| Bronze | DOM Beatriz Pirón   |

## Recordes
Recordes mundial e pan-americano antes da disputa dos Jogos Pan-Americanos de 2015.
| Recorde mundial       | Arranque  | CHN Yang Lian         | 98 kg  | Santo Domingo, República Dominicana | 1 de outubro de 2006   |
| Recorde mundial       | Arremesso | CHN Chen Xiexia       | 121 kg | Antália, Turquia                    | 17 de setembro de 2010 |
| Recorde mundial       | Total     | CHN Yang Lian         | 217 kg | Santo Domingo, República Dominicana | 1 de outubro de 2006   |
| Recorde Pan-Americano | Arranque  | MEX Carolina Valencia | 78 kg  | Rio de Janeiro, Brasil              | 14 de julho de 2007    |
| Recorde Pan-Americano | Arremesso | CUB Tara Nott         | 100 kg | Winnipeg, Canadá                    | 13 de agosto de 1999   |
| Recorde Pan-Americano | Total     | CUB Tara Nott         | 177 kg | Winnipeg, Canadá                    | 13 de agosto de 1999   |

## Resultado
| Pos.              | Halterofilista  | Nacionalidade            | Grupo | Peso Atleta (kg) | Arranque (kg) | Arremesso (kg) | Total (Kg) |
| ----------------- | --------------- | ------------------------ | ----- | ---------------- | ------------- | -------------- | ---------- |
| Medalha de ouro   | Cándida Vásquez | DOM República Dominicana | A     | 47.90            | 81 PR         | 100            | 181 PR     |
| Medalha de prata  | Ana Segura      | COL Colômbia             | A     | 47.43            | 77            | 103 PR         | 180        |
| Medalha de bronze | Beatriz Pirón   | DOM República Dominicana | A     | 47.90            | 80            | 95             | 175        |
| 4                 | Morghan King    | USA Estados Unidos       | A     | 47.51            | 79            | 93             | 172        |
| 5                 | Betsi Rivas     | VEN Venezuela            | A     | 47.63            | 70            | 92             | 162        |
| 6                 | Lely Burgos     | PUR Porto Rico           | A     | 47.66            | 71            | 91             | 162        |
| 7                 | Jennifer Lopez  | ECU Equador              | A     | 47.08            | 70            | 91             | 161        |
| 8                 | Genesis Murcia  | ESA El Salvador          | A     | 47.95            | 70            | 88             | 158        |
| 9                 | Amanda Braddock | CAN Canadá               | A     | 47.86            | 70            | 85             | 155        |

Legenda
| Recorde mundial                  | Recorde mundial (World record)               |                       | Recorde africano                      | Recorde africano (African) |                                           | Q | Classificado por posição (Qualified) |
| Recorde dos Jogos Pan-Americanos | Recorde pan-americano (Pan-American record)  | Recorde da América    | Recorde da América (Americas)         | q                          | Classificado por melhor tempo (Qualified) |   |                                      |
| Melhor marca do ano              | Melhor marca do ano (World leading)          | Recorde asiático      | Recorde asiático (Asian)              | DNS                        | Não largou (Did not start)                |   |                                      |
| Recorde nacional                 | Recorde nacional (National record)           | Recorde europeu       | Recorde europeu (European)            | DNF                        | Não terminou (Did not finish)             |   |                                      |
| Recorde pessoal                  | Recorde pessoal do atleta (Personal best)    | Recorde da Oceania    | Recorde da Oceania (Oceania)          | DSQ / DQ                   | Desclassificado (Disqualified)            |   |                                      |
| Recorde da temporada             | Recorde da temporada do atleta (Season best) | Recorde sul-americano | Recorde sul-americano (South America) | NM                         | Sem marca (No mark)                       |   |                                      |